# Чемпіонат Кіровоградської області з футболу 2019
Чемпіонат Кіровоградської області з футболу 2019 року виграла «Зірка» (Кропивницький).

## Турнірна таблиця
| М | Команда                       | І | В | Н | П | РМ    | О  |
| - | ----------------------------- | - | - | - | - | ----- | -- |
| 1 | «Зірка» (Кропивницький) *     | 8 | 5 | 2 | 1 | 31−48 | 17 |
| 2 | «Шляховик» (Олександрія)      | 8 | 5 | 1 | 2 | 22−10 | 16 |
| 3 | «Новоукраїнка»                | 8 | 4 | 0 | 4 | 14−17 | 12 |
| 4 | «Інгул-Агро-Ленд» (Березівка) | 8 | 3 | 2 | 3 | 10−16 | 11 |
| 5 | «Агротех» (Тишківка)          | 8 | 0 | 1 | 7 | 9−35  | 1  |

«Зірка» (Кропивницький) виступала в аматорському чемпіонаті України 2019/20